# Chiessi
Chiessi è una frazione del comune di Marciana, sull'Isola d'Elba, situato lungo la Costa del Sole.

## Origini del nome

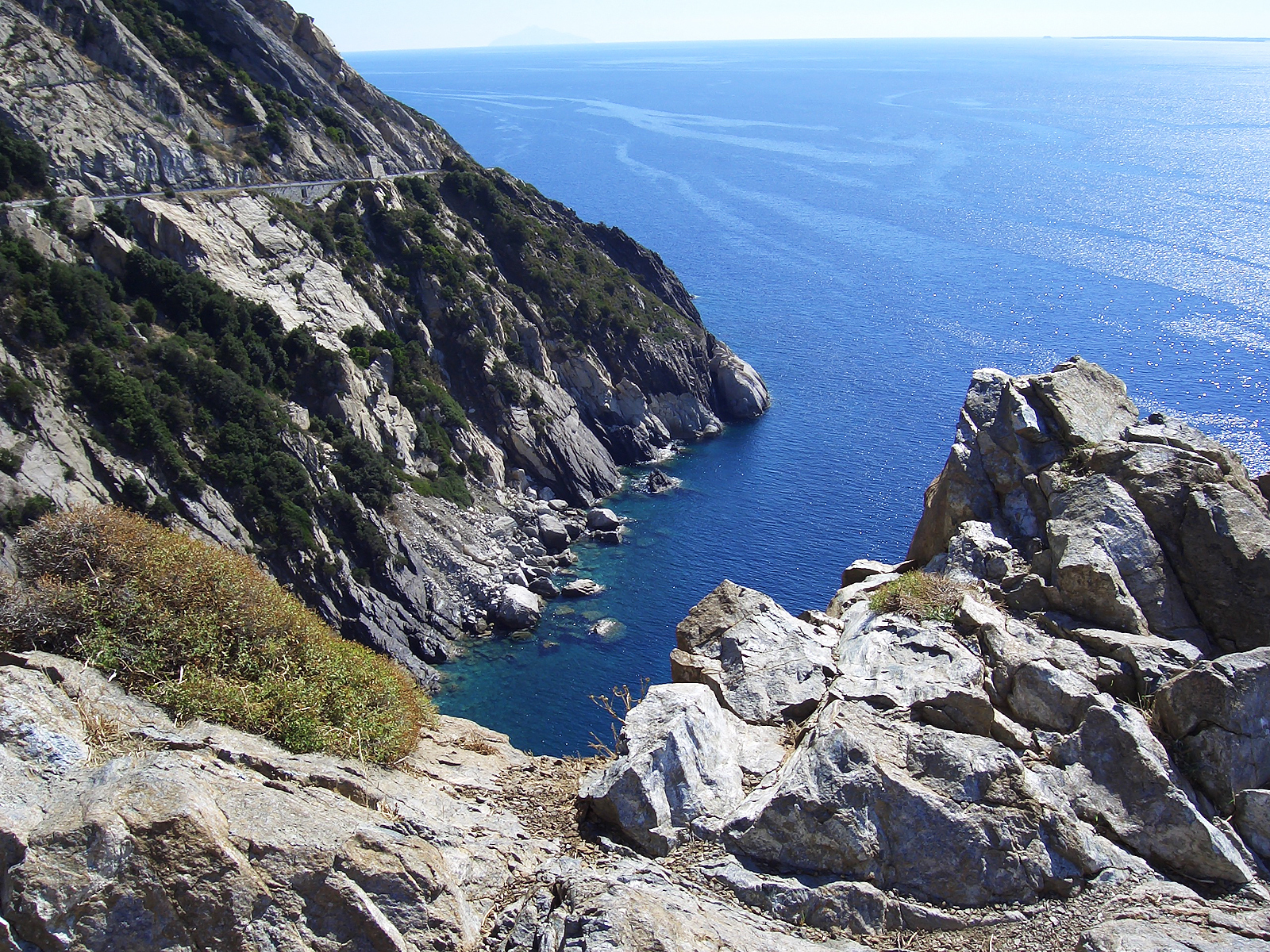
Costa presso Chiessi

Nei documenti medievali la località è documentata come Chiesse e trae verosimilmente origine da alcune piccole chiese in stile romanico-pisano disseminate sui monti di questo settore dell'isola (San Frediano e San Bartolomeo). Secondo un'altra ipotesi, il toponimo deriverebbe dal tardo latino classis, nell'accezione di «quartiere abitato». Una terza ipotesi, la meno accreditata e risalente al 1919, lo fa derivare dal còrso chielsu, ossia «gelso».

## Il borgo

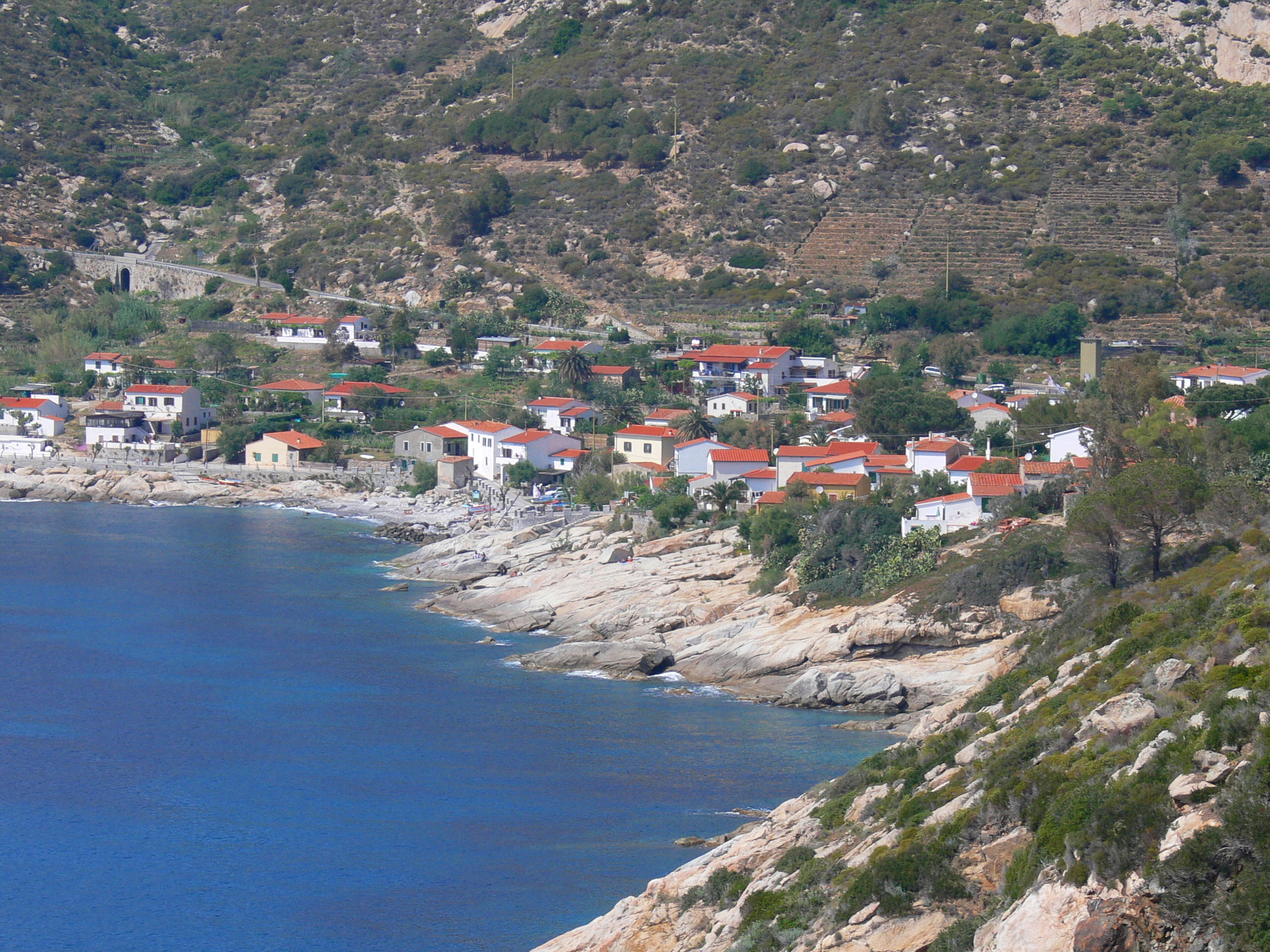
L'abitato e, in primo piano, la Cala di Santa Maria

Chiessi, collocato sulla punta occidentale dell'isola, si trova a sud-ovest di Marciana (13 km) e Portoferraio (32 km), 14 km a ovest di Campo nell'Elba e poco a nord dell'altra frazione di Pomonte. Il paese si estende sulle prime pendici del Capo, del Colle di Guglielmo e di San Bartolomeo, da cui scendono il Fosso di Chiessi (o della Gneccarina) e il Fosso dei Cotoni (dal latino cos-cotis, «masso») o del Nìdio. Lungo la costa è compreso fra Punta del Timone (scoglio colonnare distrutto da una mareggiata di ponente il 9 dicembre 2018) e Punta della Testa, toponimo già documentato nel XIV secolo. Presso il paese si trovano alcune formazioni rocciose come Cote Bizzicata, Cote Tombolata e Cote dell'Undici. Un importante sito mineralogico è costituito dalla cosiddetta Cava della Porcellana, alle propaggini settentrionali di Chiessi, un'antica escavazione marittima di caolino attestata tra il XIX e il XX secolo. Sui monti di Chiessi si aprono alcune cavità, tra cui la Grotta di Catalano, la Grotta del Catta e la Grotta Due Usci; sulla costa si trova la Grotta del Diavolo. Il piccolo borgo costiero, venutosi a formare nella seconda metà del XIX secolo, è costituito da piccole case intonacate di bianco, è caratterizzato da un'insolita scogliera liscia e bianca, con al centro una spiaggetta di ghiaie altrettanto bianche. Poco più sopra si apre una graziosa piazzetta in granito rustico. La chiesa del paese, intitolata alla Madonna di Loreto, venne edificata nel 1951.  Nel 1990 fu commissionato all’artista Umberto Faini l’affresco che decora la facciata della chiesa, intitolato Annunciazione.
Un'insenatura marittima a sud dell'abitato porta il nome di Cala di Santa Maria (localmente Ca' di Santa Maria), che potrebbe testimoniare l'antica presenza di un edificio sacro, forse medievale, dedicato alla Madonna.

### Il Semaforo di Campo delle Serre
Salendo sulla montagna si può raggiungere il Semaforo di Campo delle Serre, una stazione telegrafica - di cui rimane una delle due antenne radiotelegrafiche e i resti della sala trasmissioni - edificata nel 1888 sui resti di una più antica postazione d'avvistamento chiamata Guardia al Turco e risalente al XVI secolo. Questo semaforo, posto in un luogo assai isolato, osservava la Corsica, Pianosa e Capraia; rimasto in funzione fino al 1953, pare che a volte venisse usato come rifugio dai cacciatori colti dal maltempo.

## Economia

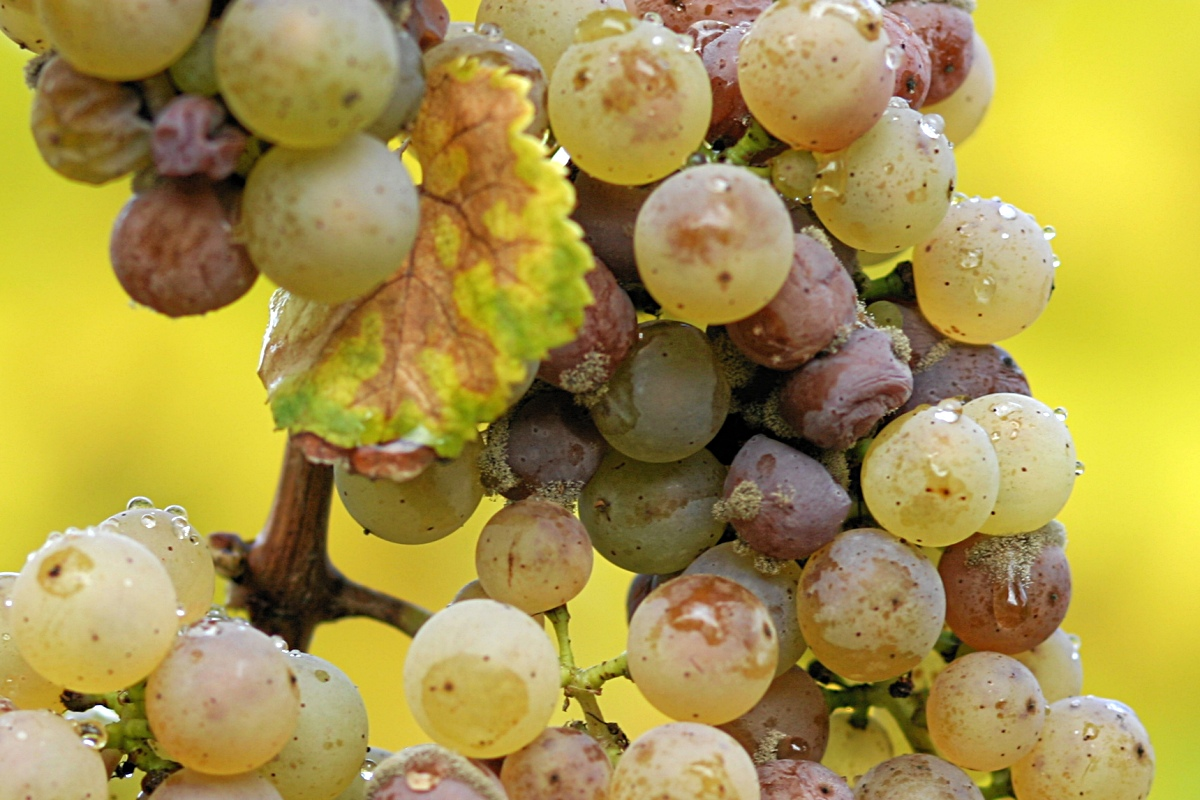
Le uve principalmente usate sono il procanico, il biancone e il sangioveto

Nonostante lo sbocco diretto sul mare, in passato l'economia locale era basata non tanto sulla pesca quanto sull'agricoltura e in particolare sulla coltivazione dell'uva da vino. I vitigni erano coltivati sui fianchi delle alture circostanti, costruendo muretti a secco con la tecnica del capannello. Oggi invece l'economia predilige puntare sul turismo di nicchia (ad esempio il windsurf o il traffico nautico) anziché sul settore primario, compromesso da un lato dalla franosità del Monte Capanne e dall'altro da un'eccessiva presenza di ungulati selvatici. Le precedenti aree agricole sono ormai quasi tutte residuali, abbandonate o inselvatichite, ma delle loro attività restano comunque tracce ancora vitali nel paesaggio.
Altrettanto diffusa era un tempo la pastorizia sui pendii occidentali del Monte Capanne, anche se in misura minore rispetto al versante opposto, oltre all'attività estrattiva. Scarso, viste le condizioni idrogeologiche di instabilità, lo sviluppo edilizio dell'antico insediamento rurale, inserito fra gli elementi da tutelare del Parco nazionale dell'Arcipelago Toscano.

## Archeologia

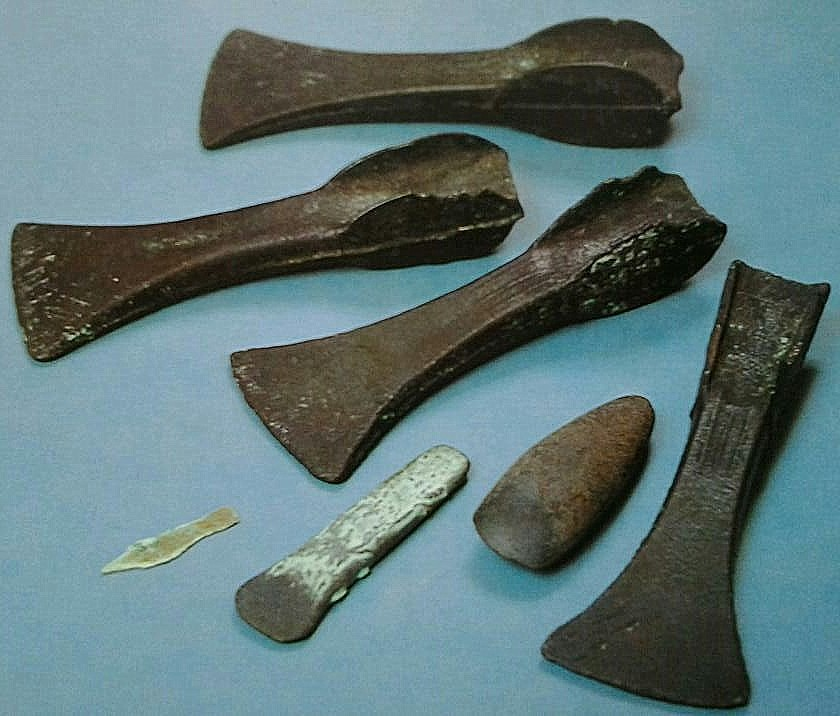
Asce villanoviane da Chiessi

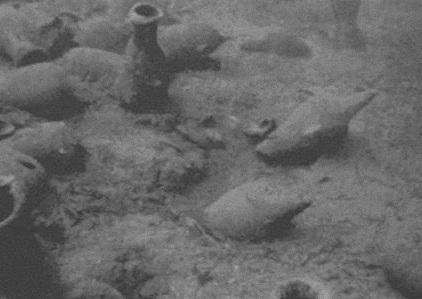
Anfore emergono dal fondale di Chiessi (1966)

Nell'alta Val Gneccarina intorno al 1930, durante la realizzazione di una carbonaia, furono rinvenute da Italo Galeazzi cinque asce di bronzo villanoviane provenienti da un ripostiglio ed oggi conservate nel Museo archeologico di Marciana; rinvenute alla base di una rupe, furono credute, dagli stessi contadini, parti di una corona d'oro.
Sul fondale sabbioso a 46 metri di profondità prospiciente il paese giace invece una nave romana (Relitto di Chiessi) del I secolo, scoperta casualmente nel 1966 da parte di Luciano Zamboni. La nave è datata intorno al 70 d.C. e all'origine conteneva circa 7000 anfore, destinate al trasporto di garum, olio d'oliva e vino.